# A17 road

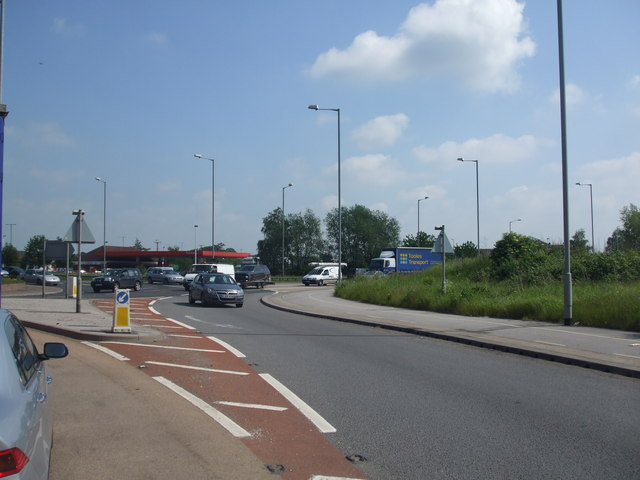
Westliches Ende der A17 am Winthorpe roundabout

A17 road (englisch für Straße A17) ist eine stark befahrene Fernverkehrsstraße in England. Sie beginnt bei Newark-on-Trent, wo sie am Kreisverkehr Winthorpe roundabout von der A1 und der A46 abzweigt, und verläuft in generell westsüdwestlicher Richtung, Sleaford nördlich umgehend, über Holbeach nach King’s Lynn, wo sie endet und in die A149 übergeht.
Die Straße ist nur auf kurzen Teilabschnitten wie der Umfahrung von Sleaford vierstreifig ausgebaut.